# 1991
1991. је била проста година.

## Догађаји

### Јануар
- 5. јануар — Грузијске трупе су напале Цхинвали, чиме је почео Јужноосетијски рат из 1991–1992.
- 9. јануар — Председништво СФРЈ усвојило Наредбу којом изричито наређује расформирање свих нелегалних оружаних састава на територији Југославије.
- 13. јануар — Совјетски војници су напали присталице независности Литваније код ТВ торња у Вилњусу, усмртивши 14 особа.
- 16. јануар — САД и западни савезници почели су операцију Пустињска олуја масовним ваздушним ударима по војним и индустријским циљевима у Ираку и Кувајту, 19 часова после истека ултиматума Уједињених нација.
- 17. јануар — Ирак је лансирао 8 ракета скад на Израел као одмазду за почетак Заливског рата, иако Израел није учествовао у њему.
- 25. јануар — Скупштина (Собрање) СР Македоније, једне од република СФР Југославије усвојила је декларацију о независности и платформу за преговоре о будућности Југославије.

### Фебруар
- 13. фебруар — Америчко ратно ваздухопловство је бацило две ласерски вођене паметне бомбе на склониште у Багдаду, усмртивши најмање 408 цивила.
- 23. фебруар — Основана Српска радикална странка.
- 25. фебруар — Ирачка ракета скад је погодила, у Заливском рату, касарну америчких маринаца код саудијског града Дахран, при чему је погинуло 28 војника, а већи број је рањен.
- 26. фебруар — Садам Хусеин је преко радија најавио повлачење ирачке војске из Кувајта.
- 28. фебруар — Председник САД Џорџ Буш старији је прогласио победу у Заливском рату и наредио прекид ватре.

### Март
- 2. март — У Пакрацу дошло до сукоба између српских цивила и хрватских паравојних снага.
- 3. март — Становници Летоније и Естоније убедљивом већином гласали за независност од Совјетског Савеза.
- 9. март — У Београду су избиле демонстрације против режима Слободана Милошевића који је организовао Српски покрет обнове.
- 12. март — Председништво СФРЈ није изгласало предлог генералског врха ЈНА о завођењу ванредног стања на територији СФРЈ.
- 15. март — "Бирмингемска шесторка", шест Ираца погрешно оптужених да су 1974. подметнули експлозије у пабове у енглеском граду Бирмингем, је ослобођена после 16 година у затвору.
- 17. март — Већина совјетских грађана изјаснила се на референдуму за очување савеза држава под новим именом Заједница Независних Држава.
- 25. март --- Састанак у Карађорђеву
- 31. март — На Плитвицама у Хрватској избио први сукоб хрватске полиције и наоружаних Срба.

### Април
- 9. април — Врховни совјет Грузијске ССР је прогласио независтност од Совјетског Савеза.
- 10. април — У судару ферибота и танкера код Ливорна услед густе магле, погинуло је 140 особа.

### Мај
- 2. мај — У Борову селу убијено дванаест припадника МУП -а Хрватске.
- 6. мај — Демонстрације у Сплиту 1991.
- 15. мај — Спречен избор Стипе Месића за председника Председништва Југославије.
- 19. мај — Упркос бојкота локалних Срба, гласачи су на референдуму подржали независност Хрватске од СФРЈ.
- 21. мај — Премијер Индије Раџив Ганди убијен бомбом скривеном у букет цвећа, током предизборног митинга у јужној индијској држави Тамил Наду.
- 28. мај — Снаге Етиопског народног револуционарног демократског фронта ушле су у Адис Абебу, окончавши владавину Дерга и Етиопски грађански рат.
- 29. мај — ФК Црвена звезда је постала првак Европе у фудбалу у Барију победивши Олимпик из Марсеља са 5:3 после извођења једанаестераца.
- 31. мај — У Лисабону је потписан мировни споразум о Анголи, којим је после готово 16 година окончан Анголски грађански рат.

### Јун
- 17. јун — Парламент Јужне Африке укинуо последњи закон на којем је, од 1950, била заснована политика апартхејда.
- 19. јун — Последњи совјетски војници су напустили Мађарску после 45 година дугог присуства.
- 25. јун — Парламенти Словеније и Хрватске су прогласили независност тих република од СФРЈ.
- 27. јун — Југословенска народна армија кренула у оружану акцију освајања југословенских граничних прелаза. У десетодневном ратовању са припадницима словеначке територијалне одбране, погинуло нешто више од 40 особа.
- 30. јун — Стјепан Месић, под притиском Европске заједнице, изабран за председника Председништва СФРЈ.

### Јул
- 1. јул — На састанку у Прагу лидери источноевропских земаља укинули су војни савез Варшавски пакт, основан 1955.
- 7. јул — Усвојена је Брионска декларација о тромесечном одлагању примене одлука о независности Словеније и Хрватске, којом се влада СФР Југославије обавезала да ће повући савезну војску (ЈНА) из Словеније, а словеначке власти на демобилизацију словеначких трупа.
- 18. јул — Председништво СФРЈ донело је на седници у Београду одлуку о повлачењу Југословенске народне армије из Словеније.
- 31. јул — Председници СССР и САД Михаил Горбачов и Џорџ Буш потписали у Москви споразум о ограничењу нуклеарног оружја великог домета.

### Август
- 19. август — У Совјетском Савезу је покушан државни удар којим су присталице тврде линије покушале да збаце са власти Михаила Горбачова, творца совјетске „гласности” и „перестројке”.
- 21. август — Хрватске власти почеле блокаду касарни ЈНА у Хрватској и ускратиле им снабдевање струјом, храном и водом.
- 24. август — Председник СССР Михаил Горбачов дао је оставку на место шефа Комунистичке партије и затражио да Централни комитет донесе одлуку о распуштању партије.
- 24. август — Почели напади снага ЈНА и српских паравојних јединица на Вуковар.
- 25. август — Белорусија прогласила независност од Совјетског Савеза.
- 27. август — Молдавија је прогласила независност од СССР.

### Септембар
- 8. септембар — У Македонији одржава се референдум за независност. 95% гласача изјашњава се за независност.
- 20. септембар — Црногорска народна скупштина је у Жабљаку прогласио Црну Гору еколошком државом и прихватила декларацију о заштити природе.

### Октобар
- 3. октобар — Председништво СФРЈ прогласило стање непосредне ратне опасности на територији Југославије, и прешло у рад у четворочланом саставу, тј. без чланова из Словеније, Хрватске, БиХ, и Македоније. За председника „крњег“ Председништва изабран Бранко Костић, представник Црне Горе.
- 7. октобар — Експлозија у председништву Хрватске на Банским дворима- хрватска страна тврди да је авијација ЈНА тиме покушала да убије Фрању Туђмана, док југословенска страна тврди да су сами Хрвати подметнули контролисану експлозију, огласивши ваздушну опасност.
- 8. октобар — После истека тромесечног брионског мораторијума Словенија и Хрватска су поново прогласиле независност од Југославије.
- 22. октобар — Крње председништво Југославије је одбацило предлог Европске заједнице да југословенска федерација буде реконституисана у асоцијацију суверених држава.

### Новембар
- 4. новембар — Корасон Акино је дала председнички опроштај бившој првој дами Филипина Имелди Маркос и дозволила јој да се врати из изгнанства.
- 4. новембар — Гари Каспаров је победио на шаховском турниру у Тилбургу.
- 18. новембар — После тромесечне опсаде, Вуковар пао у руке ЈНА и разним српским паравојним јединицама.

### Децембар
- 8. децембар — Председници Русије, Белорусије и Украјине Борис Јељцин, Леонид Кравчук и Станислав Шушкевич у Минску потписали споразум о формирању Заједнице Независних Држава која би заменила СССР.
- 8. децембар — ФК Црвена звезда је савладала Коло Коло са 3:0 у финалу Интерконтиненталног купа.
- 19. децембар — У Книну бива проглашена независност Републике Српске Крајине.
- 20. децембар — Анте Марковић поднео оставку на дужност председника Савезне Владе.
- 25. децембар — Михаил Горбачов поднео оставку на функцију председника СССР.
- 26. децембар — Врховни совјет Совјетског Савеза констатовао да земља више не постоји, након што су све републике прогласиле независност.

## Рођења

### Јануар
- 1. јануар — Дарија Клишина, руска атлетичарка
- 4. јануар — Чарлс Мелтон, амерички глумац и модел[1]
- 6. јануар — Вил Бартон, амерички кошаркаш
- 7. јануар — Едан Азар, белгијски фудбалер[2]
- 7. јануар — Ален Стевановић, српски фудбалер[3]
- 8. јануар — Стефан Савић, црногорски фудбалер
- 12. јануар — Тина Крајишник, српска кошаркашица
- 12. јануар — Пикси Лот, енглеска музичарка и глумица
- 16. јануар — Немања Р. Милетић, српски фудбалер[4]
- 20. јануар — Полона Херцог, словеначка тенисерка[5]
- 26. јануар — Николо Мели, италијански кошаркаш[6]
- 27. јануар — Александар Игњовски, српски фудбалер[7]
- 30. јануар — Нина Мицић, српска сноубордерка[8]

### Фебруар
- 5. фебруар — Теренс Рос, амерички кошаркаш[9]
- 6. фебруар — Александар Катаи, српски фудбалер[10]
- 10. фебруар — Ема Робертс, америчка глумица и певачица[11]
- 11. фебруар — Никола Миротић, шпански кошаркаш[12]
- 13. фебруар — Синиша Бабић, српски фудбалер[13]
- 17. фебруар — Џереми Ален Вајт, амерички глумац[14]
- 17. фебруар — Бони Рајт, енглеска глумица, редитељка, сценаристкиња и продуценткиња[15]
- 17. фебруар — Ед Ширан, енглески музичар
- 19. фебруар — Адријан Пејн, амерички кошаркаш (прем. 2022)[16]
- 20. фебруар — Сали Руни, ирска књижевница
- 21. фебруар — Џо Алвин, енглески глумац[17]
- 24. фебруар — Немања Убовић, српски ватерполиста
- 27. фебруар — Ања Тепеш, словеначка такмичарка у скијашким спортовима

### Март
- 4. март — Мелвин Еџим, канадско-нигеријски кошаркаш[18]
- 6. март — Александар Драговић, аустријски фудбалер[19]
- 6. март — Tyler, the Creator, амерички хип хоп музичар, музички продуцент и дизајнер
- 13. март — Стефан Ђорђевић, српски фудбалер[20]
- 13. март — Тристан Томпсон, канадско-амерички кошаркаш
- 14. март — Емир Бекрић, српски атлетичар
- 16. март — Џастин Кобс, америчко-црногорски кошаркаш[21]
- 18. март — Тијана Малешевић, српска одбојкашица
- 18. март — Пјер-Иг Ербер, француски тенисер[22]
- 20. март — Луси Џоунс, велшка певачица, глумица и модел
- 21. март — Антоан Гризман, француски фудбалер[23]
- 23. март — Факундо Кампазо, аргентински кошаркаш[24]
- 23. март — Џенана Шехановић, босанскохерцеговачка пијанисткиња
- 29. март — Нголо Канте, француски фудбалер[25]
- 30. март — НФ, амерички хип хоп музичар

### Април
- 2. април — Милан Родић, српски фудбалер[26]
- 3. април — Хејли Кијоко, америчка музичарка, глумица и плесачица[27]
- 5. април — Марија Бергам, српска глумица[28]
- 7. април — Ен-Мари, енглеска музичарка
- 7. април — Лука Миливојевић, српски фудбалер[29]
- 9. април — Лазар Радосављевић, српски кошаркаш[30]
- 11. април — Тијаго Алкантара, шпански фудбалер[31]
- 11. април — Славен Дошло, српски глумац[32]
- 13. април — Бранкица Михајловић, српска одбојкашица[33]
- 16. април — Кејти Мајли, америчка пливачица
- 16. април — Никола Пешаковић, српски кошаркаш[34]
- 22. април — Данило Анђушић, српски кошаркаш[35]
- 23. април — Немања Тодоровић, српски кошаркаш[36]
- 30. април — Данијел Алексић, српски фудбалер[37]
- 30. април — Травис Скот, амерички хип хоп музичар и музички продуцент[38]

### Мај
- 6. мај — Иван Бува, хрватски кошаркаш[39]
- 9. мај — Ерик Грин, амерички кошаркаш[40]
- 11. мај — Никола Петрић, српски фудбалски голман[41]
- 15. мај — Нејт Волтерс, амерички кошаркаш[42]
- 16. мај — Григор Димитров, бугарски тенисер[43]
- 17. мај — Јохана Конта, британска тенисерка[44]
- 23. мај — Лена Мајер-Ландрут, немачка певачица[45]
- 23. мај — Марко Шћеповић, српски фудбалер[46]
- 25. мај — Дерик Вилијамс, амерички кошаркаш[47]
- 27. мај — Ксенија Первак, руска тенисерка[48]
- 28. мај — Александар Лаказет, француски фудбалер[49]
- 31. мај — Азилија Бенкс, америчка музичарка и глумица[50]

### Јун
- 3. јун — Тијана Ајдуковић, српска кошаркашица
- 4. јун — Раџив Ван ла Пара, холандски фудбалер[51]
- 4. јун — Лоренцо Инсиње, италијански фудбалер[52]
- 7. јун — Емили Ратајковски, амерички модел и глумица[53]
- 11. јун — Сасу Салин, фински кошаркаш[54]
- 14. јун — Костас Манолас, грчки фудбалер[55]
- 16. јун — Немања Недовић, српски кошаркаш[56]
- 18. јун — Зураб Датунашвили, грузијско-српски рвач
- 20. јун — Петар Ђуричковић, српски фудбалер[57]
- 26. јун — Дијего Фалчинели, италијански фудбалер[58]
- 28. јун — Кевин Де Бројне, белгијски фудбалер[59]
- 29. јун — Кавај Ленард, амерички кошаркаш[60]

### Јул
- 3. јул — Анастасија Пављученкова, руска тенисерка
- 8. јул — Вирџил ван Дајк, холандски фудбалер[61]
- 9. јул — Ивана Дудић, српска глумица и мађионичарка[62]
- 9. јул — Рајли Рид, америчка порнографска глумица[63]
- 10. јул — Немања Јарамаз, српски кошаркаш[64]
- 10. јул — Џонатан Кафу, бразилски фудбалер[65]
- 12. јул — Пабло Карењо Буста, шпански тенисер
- 12. јул — Хамес Родригез, колумбијски фудбалер[66]
- 14. јул — Шабаз Непијер, америчко-порторикански кошаркаш[67]
- 16. јул — Андрос Таунсенд, енглески фудбалер[68]
- 16. јул — Александра Шип, америчка глумица и музичарка[69]
- 22. јул — Тенис Сандгрен, амерички тенисер[70]
- 25. јул — Брендон Дејвис, амерички кошаркаш[71]
- 25. јул — Ђорђе Стојковић, српски глумац
- 26. јул — Немања Г. Милетић, српски фудбалер[72]

### Август
- 9. август — Фуркан Алдемир, турски кошаркаш[73]
- 10. август — Пратиша Банерџи, индијска глумица (прем. 2016)[74]
- 11. август — Милица Павловић, српска певачица[75]
- 12. август — Крис Мидлтон, амерички кошаркаш[76]
- 15. август — Филип Младеновић, српски фудбалер[77]
- 17. август — Остин Батлер, амерички глумац и певач[78]
- 20. август — Марко Ђоковић, српски тенисер[79]
- 21. август — Калифа Кулибали, малијски фудбалер[80]
- 26. август — Дилан О’Брајен, амерички глумац[81]
- 28. август — Марко Вешовић, црногорски фудбалер[82]
- 28. август — Андреја Пејић, аустралијски модел
- 29. август — Дешон Томас, амерички кошаркаш
- 31. август — Седрик Соарес, португалски фудбалер[83]

### Септембар
- 4. септембар — Александар Атанасијевић, српски одбојкаш
- 4. септембар — Петар Бојић, српски фудбалер[84]
- 7. септембар — Милан Миловановић, српски кошаркаш[85]
- 10. септембар — Дуња Илић, српска певачица
- 19. септембар — Си Џеј Маколум, амерички кошаркаш[86]
- 27. септембар — Симона Халеп, румунска тенисерка[87]
- 29. септембар — Лука Бабић, хрватски кошаркаш
- 29. септембар — Адем Љајић, српски фудбалер[88]
- 30. септембар — Жофре Ловерњ, француски кошаркаш[89]

### Октобар
- 2. октобар — Роберто Фирмино, бразилски фудбалер[90]
- 5. октобар — Торнике Шенгелија, грузијски кошаркаш[91]
- 9. октобар — Олександр Липовиј, украјински кошаркаш[92]
- 10. октобар — Лали, аргентинска музичарка, глумица, плесачица и модел[93]
- 10. октобар — Маријана Пахон, колумбијска бициклисткиња[94]
- 10. октобар — Габријела Чилми, аустралијско-италијанска музичарка[95]
- 10. октобар — Џердан Шаћири, швајцарски фудбалер[96]
- 13. октобар — Дарко Лазић, српски певач[97]
- 24. октобар — Бојан Дубљевић, црногорски кошаркаш[98]
- 30. октобар — Томаш Саторански, чешки кошаркаш[99]

### Новембар
- 1. новембар — Нађа Нинковић, српска одбојкашица
- 1. новембар — Лангстон Хол, амерички кошаркаш[100]
- 4. новембар — Адријана Чечик, америчка порнографска глумица[101]
- 8. новембар — Никола Калинић, српски кошаркаш[102]
- 8. новембар — Остин Холинс, амерички кошаркаш[103]
- 10. новембар — Марко Васиљевић, српски глумац[104]
- 11. новембар — Немања Радовић, црногорски кошаркаш[105]
- 15. новембар — Шејлин Вудли, америчка глумица[106]
- 15. новембар — Огњен Мудрински, српски фудбалер[107]
- 16. новембар — Немања Гудељ, српски фудбалер[108]
- 23. новембар — Марко Јеремић, српски кошаркаш[109]
- 24. новембар — Албано Оливети, француски тенисер[110]
- 25. новембар — Никола Максимовић, српски фудбалер[111]

### Децембар
- 2. децембар — Чарли Пут, амерички музичар и музички продуцент[112]
- 4. децембар — Дује Дукан, хрватско-амерички кошаркаш[113]
- 4. децембар — Зои Куш, америчка порнографска глумица[114]
- 5. децембар — Кристијан Јелич, америчко-српски играч бејзбола
- 6. децембар — Коко Вандевеј, америчка тенисерка[115]
- 6. децембар — Милица Мандић, српска теквондисткиња[116]
- 10. децембар — Кики Бертенс, холандска тенисерка[117]
- 12. децембар — Ненад Гаврић, српски фудбалер[118]
- 12. децембар — Александар Шћекић, црногорски фудбалер[119]
- 16. децембар — Никола Козомара, српски бициклиста[120]
- 18. децембар — Рикардо Гомеш, фудбалер са Зеленортских Острва[121]
- 20. децембар — Жоржињо, бразилско-италијански фудбалер[122]
- 22. децембар — Бојан Матић, српски фудбалер[123]
- 22. децембар — DaBaby, амерички хип хоп музичар[124]
- 24. децембар — Луј Томлинсон, енглески музичар, најпознатији као члан групе
- 26. децембар — Дилан Енис, јамајканско-канадски кошаркаш[125]
- 31. децембар — Бојана Јовановски, српска тенисерка[126]

## Смрти

### Јануар
- 4. јануар — Звонко Лепетић, хрватски глумац (* 1928)[127]
- 5. јануар — Југ Гризељ, југословенски новинар (* 1926)[128]
- 5. јануар — Васко Попа, српски песник (* 1922)[129]
- 11. јануар — Ратко Сарић, српски глумац (* 1916)[130]
- 11. јануар — Карл Дејвид Андерсон, амерички физичар и нобеловац (* 1905)
- 14. јануар — Михаило Стевановић, српски филолог (* 1903)[131]
- 31. јануар — Џон Бардин, амерички физичар и нобеловац (* 1908)

### Март
- 2. март — Серж Гензбур, француски музичар и филмски режисер (* 1928)[132]
- 3. март — Вилијам Џорџ Пени, енглески атомски физичар и математичар (* 1909)[133]
- 25. март — Милутин Татић, српски глумац (* 1923)[134]

### Април
- 16. април — Дејвид Лин, енглески филмски режисер, продуцент, сценариста и монтажер (* 1908)[135]

### Јун
- 6. јун — Стен Гец, амерички џез саксофониста (* 1927)[136]
- 14. јун — Пеги Ешкрофт, енглеска глумица (* 1907)[137]
- 19. јун — Џин Артур, америчка глумица (* 1900)[138]
- 28. јун —  Драган Бубало, поручник ЈНА (* 1964)

### Јул
- 2. јул — Ли Ремик, америчка глумица (* 1935)[139]
- 14. јул — Павел Морозенко, совјетски глумац (* 1939)[140]
- 24. јул — Исак Башевис Сингер, јеврејски књижевник и нобеловац 1978. (* 1904)[141]

### Август
- 5. август — Јован Аћин, српски редитељ и сценариста (* 1941)[142]
- 8. август — Џејмс Ирвин, амерички астронаут (* 1930)[143]
- 24. август — Сергеј Ахромејев, маршал Совјетског Савеза (* 1923)
- 27. август — Патријарх српски Герман (Ђорић), српски патријарх (* 1899)

### Септембар
- 11. септембар — Радмила Димић, српска певачица (* 1922)
- 28. септембар — Мајлс Дејвис, амерички џез трубач и композитор (* 1926)[144]
- 29. септембар — Милан Тепић, мајор ЈНА (* 1957)
- 30. септембар — Тома Здравковић, српски певач (* 1938)[145]

### Октобар
- 16. октобар — Благо Задро, хрватски војник и командант (* 1944)

### Новембар
- 9. новембар — Ив Монтан, француски шансонијер и глумац (* 1921)[146]
- 23. новембар — Клаус Кински, немачки глумац (* 1926)[147]
- 24. новембар — Фреди Меркјури, певач групе Квин (* 1946)

### Децембар
- 15. децембар — Василиј Зајцев, совјетски снајпериста у Другом светском рату (* 1915)
- 25. децембар — Антон Бургер, нациста и командант конц. логора (* 1911)

## Нобелове награде
- Физика — Пјер-Жил де Жен
- Хемија — Рихард Р. Ернст
- Медицина — Ервин Нехер и Берт Сакман
- Књижевност — Надин Гордимер
- Мир — Аунг Сан Су Ћи
- Економија — Роналд Коз